# Едіналдо Гомес Перейра
Едіналду Гоміс Перейра (порт. Edinaldo Gomes Pereira відоміший, як Налдо порт. Naldo; нар. 25 серпня 1988, Санту-Андре, Бразилія) — бразильський футболіст, захисник турецького «Антальяспора».

## Клубна кар'єра

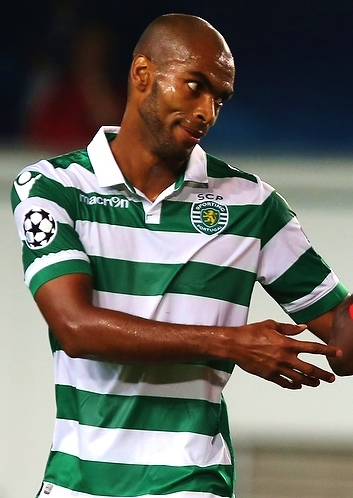
Налдо у складі «Спортінга»

Налдо почав кар'єру на батьківщині в клубі «Уніон Сан-Жуан». 2010 року він на правах оренди виступав за команду бразильської Серії B — «Понте-Прета». Влітку 2011 року Налдо також на правах оренди перейшов до «Крузейро». 30 червня в матчі проти «Васко да Гама» він дебютував у бразильській Серії A. Через рік Налдо втретє вирушив в оренду, його новою командою став «Греміо». 20 травня в поєдинку проти «Васко да Гама» він дебютував за новий клуб.
На початку 2013 року Налдо перейшов до іспанської «Гранади», але його відразу ж віддали в оренду до італійської «Болоньї». 10 березня в поєдинку проти «Інтера» він дебютував у італійській Серії A.
Влітку того ж року Налдо перейшов до «Удінезе». Сума трансферу становила 500 тис. євро. 25 серпня в матчі проти римського «Лаціо» він дебютував за нову команду. Через конкуренцію з Даніло і Тома Ерто Налдо провів у першому сезоні лише 16 матчів. 2014 року він на правах оренди перейшов до «Хетафе». 14 вересня в поєдинку проти «Севільї» Налдо дебютував у Ла-Лізі. Влітку 2015 року він перейшов до лісабонського «Спортінга». 9 серпня в матчі за Суперкубок Португалії проти «Бенфіки» Налдо дебютував за «левів» і разом з новою командою виграв свій перший трофей у Португалії. 14 серпня в поєдинку проти «Тондели» він дебютував у Сангріш лізі.
Влітку 2016 року Налдо перейшов до російського «Краснодара», підписавши з клубом контракт на чотири роки. Сума трансферу становила 4,5 млн євро. У матчі проти «Уфи» він дебютував в РФПЛ. 18 вересня в поєдинку проти «Ростова» Налдо забив свій перший гол за «Краснодар».
Влітку 2017 року Налдо перейшов до іспанського Еспаньйола, підписавши контракт з клубом до 2020 року. У матчі проти «Севільї» він дебютував за нову команду.

## Статистика виступів

### За клуб
Востаннє оновлено 18 січня 2019.
| Сезон                 | Команда               | Чемпіонат             | Чемпіонат | Чемпіонат | Національний кубок | Національний кубок | Національний кубок | Континентальні кубки | Континентальні кубки | Континентальні кубки | Інші змагання | Інші змагання | Інші змагання | Усього | Усього | Усього |
| Сезон                 | Команда               | Ліга                  | Ігор      | Голів     | Ліга               | Ігор               | Голів              | Ліга                 | Ігор                 | Голів                | Ліга          | Ігор          | Голів         | Ігор   | Голів  |        |
| --------------------- | --------------------- | --------------------- | --------- | --------- | ------------------ | ------------------ | ------------------ | -------------------- | -------------------- | -------------------- | ------------- | ------------- | ------------- | ------ | ------ | ------ |
| 2010                  | «Уніон Сан-Жуан»      | A1/ЛП                 | 21        | 2         | -                  | -                  | -                  | -                    | -                    | -                    | -             | -             | -             | 21     | 2      |        |
| квіт.-лист. 2010      | «Понте-Прета»         | B                     | 34        | 2         | -                  | -                  | -                  | -                    | -                    | -                    | -             | -             | -             | 34     | 2      |        |
| 2011                  | «Крузейру»            | M1/ЛМ+A               | 1+21      | 0         | -                  | -                  | -                  | -                    | -                    | -                    | -             | -             | -             | 22     | 0      |        |
| 2012                  | «Греміо»              | ЛГ+A                  | 8+16      | 3+0       | КБ                 | 6                  | 1                  | ПАК                  | 4                    | 0                    | -             | -             | -             | 34     | 4      |        |
| січ.-черв. 2013       | «Болонья»             | A                     | 5         | 0         | КІ                 | -                  | -                  | -                    | -                    | -                    | -             | -             | -             | 5      | 0      |        |
| 2013–14               | «Удінезе»             | A                     | 16        | 0         | КІ                 | 0                  | 0                  | ЛЄ                   | 1                    | 0                    | -             | -             | -             | 17     | 0      |        |
| 2014–15               | «Хетафе»              | ПД                    | 30        | 0         | КІ                 | 2                  | 0                  | -                    | -                    | -                    | -             | -             | -             | 32     | 0      |        |
| 2015–16               | «Спортінг»            | ПЛ                    | 18        | 0         | КП+КЛ              | 1+1                | 0                  | ЛЧ+ЛЄ                | 2+4                  | 0                    | СП            | 1             | 0             | 27     | 0      |        |
| 2016–17               | «Краснодар»           | ПЛ                    | 13        | 1         | КІ                 | 1                  | 0                  | ЛЄ                   | 9                    | 0                    | -             | -             | -             | 23     | 1      |        |
| 2017–18               | «Еспаньйол»           | ПД                    | 11        | 0         | КІ                 | 6                  | 0                  | -                    | -                    | -                    | -             | -             | -             | 17     | 0      |        |
| 2018–19               | «Еспаньйол»           | ПД                    | 16        | 1         | КІ                 | 2                  | 0                  | -                    | -                    | -                    | -             | -             | -             | 18     | 1      |        |
| 2019–20               | «Еспаньйол»           | ПД                    | 15        | 0         | КІ                 | 1                  | 0                  | ЛЄ                   | 5                    | 0                    | -             | -             | -             | 21     | 0      |        |
| Усього за «Еспаньйол» | Усього за «Еспаньйол» | Усього за «Еспаньйол» | 42        | 1         |                    | 9                  | 0                  |                      | 5                    | 0                    |               |               |               | 56     | 1      |        |
| Усього за кар'єру     | Усього за кар'єру     | Усього за кар'єру     | 225       | 9         |                    | 20                 | 1                  |                      | 25                   | 0                    |               | 1             | 0             | 270    | 10     |        |

## Досягнення
Командні
 «Спортінг»
- Володар Суперкубка Португалії — 2015